# Radamisto

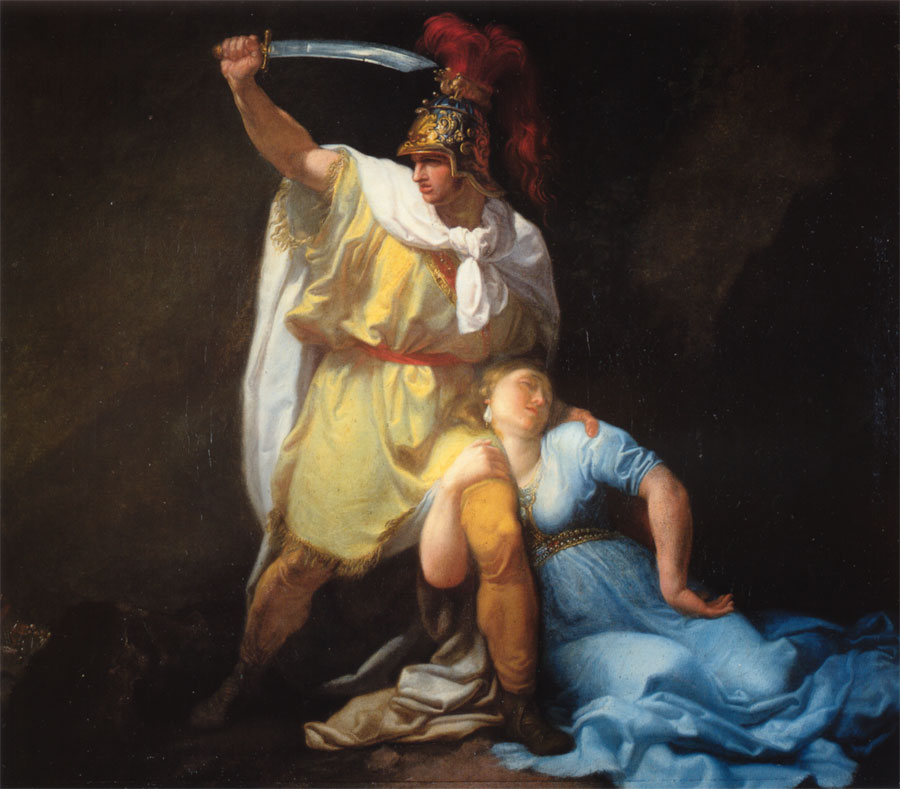
Radamisto uccide Zenobia, di Luigi Sabatelli

Radamisto (in georgiano რადამისტი?; ... – 58) è stato un principe georgiano e re di Armenia dal 51 al 55, con un'interruzione nel 53-54.

## Biografia
Radamisto era figlio del re di Iberia Farasmane I. La madre era una principessa armena della dinastia Artasside, figlia del re Tigrane IV e della sua consorte e sorella Erato. Era conosciuto per l'ambizione, il coraggio e la tragica sorte. Farasmane, temendo un colpo di Stato del figlio, lo mandò in Armenia a spodestare lo zio e suocero di Radamisto, Mitridate. L'esercito di Radamisto conquistò l'Armenia e, mentre assediava la fortezza di Gornea dove si era rifugiato Mitridate, il prefetto Celio Pollione, capo della piazzaforte, la consegnò. Radamisto, benché avesse promesso la salvezza, fece giustiziare Mitridate ed i suoi figli. Nel 51 divenne re di Armenia.
Peligno, governatore di Cappadocia, non accettò l'affronto e, senza ricevere l'ordine da Roma, assalì l'Armenia. Il governatore di Siria Gaio Ummidio Durmio Quadrato venne mandato a ristabilire l'ordine ma, a causa di tensioni con i Parti, fu richiamato, così Vologese I, re dei Parti, poté invadere la regione nel 54, cacciando Radamisto. L'anno successivo i Parti, a causa di una pestilenza, si ritirarono e Radamisto tornò sul trono. Punì con estrema durezza le città e le persone che si erano arrese ai Parti e fu così odiato che, quando scoppiò una rivolta e Tiridate I entrò in Armenia, Radamisto fuggì immediatamente. La moglie di Radamisto, Zenobia, che era incinta e senza forze, convinse il marito ad ucciderla piuttosto che a lasciarla ai nemici. Radamisto la colpì con un pugnale medo e la gettò nel fiume Arasse; Zenobia non era tuttavia morta e, quando un gruppo di pastori la trovò, venne accolta da Tiridate con tutti gli onori di una donna del suo rango.
Radamisto tornò in Iberia ed il padre, che lo sospettava di un nuovo complotto o che voleva semplicemente liberarsene, lo fece giustiziare alla fine del 58.

## Nell'arte

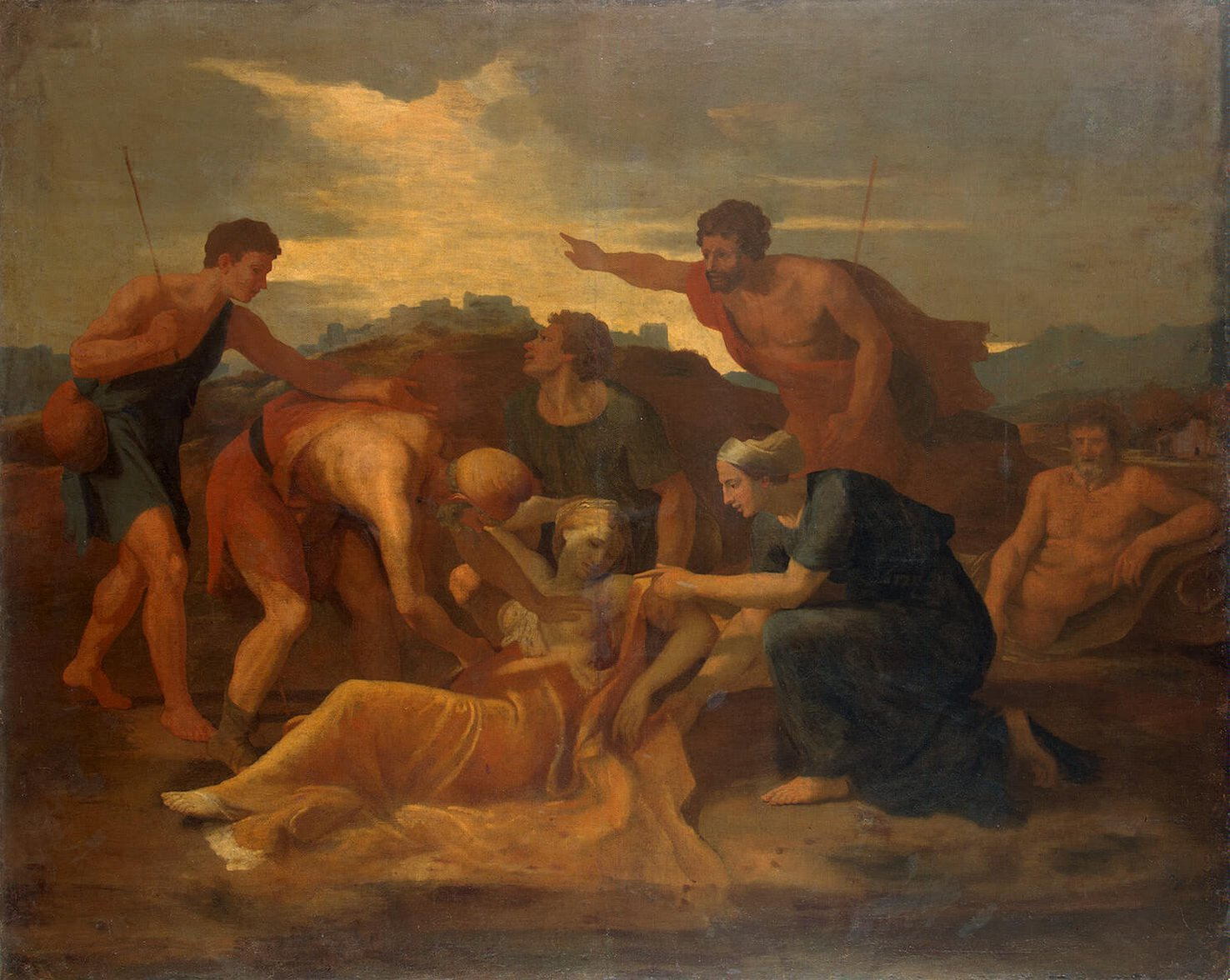
Il ritrovamento di Zenobia.
Nicolas Poussin, c. 1634

- Tomaso Albinoni musicò l'opera Radamisto, su libretto di Antonio Marchi, nel 1698. Essa è l'unica opera di Albinoni della quale è sopravvissuta la partitura completa.
- Georg Friedrich Händel mise in musica l'opera Radamisto (1720) di Nicola Francesco Haym, basato su una storia di Domenico Lalli.
- Due opere intitolate Zenobia furono messe in musica da un libretto di Pietro Metastasio, una da Giovanni Bononcini nel 1737, ed una da Johann Adolph Hasse nel 1761.
- La scoperta di Zenobia ferita e svenuta sulla riva del fiume è il soggetto di quadri dei pittori classicisti Bouguereau, Paul Baudry e Nicolas Poussin.